# Góra
Góra betyder "berg" och är ett vanligt ortnamn i Polen. För andra betydelser, se Gora (olika betydelser).
Góra [ˈgura], tyska: Guhrau, är en stad i sydvästra Polen och huvudort i distriktet Powiat górowski i Nedre Schlesiens vojvodskap. Staden är belägen omkring 90 kilometer nordväst om Wrocław. Tätorten hade 12 358 invånare år 2014 och utgör centralort i en stads- och landskommun med totalt 20 640 invånare samma år.

## Sevärdheter

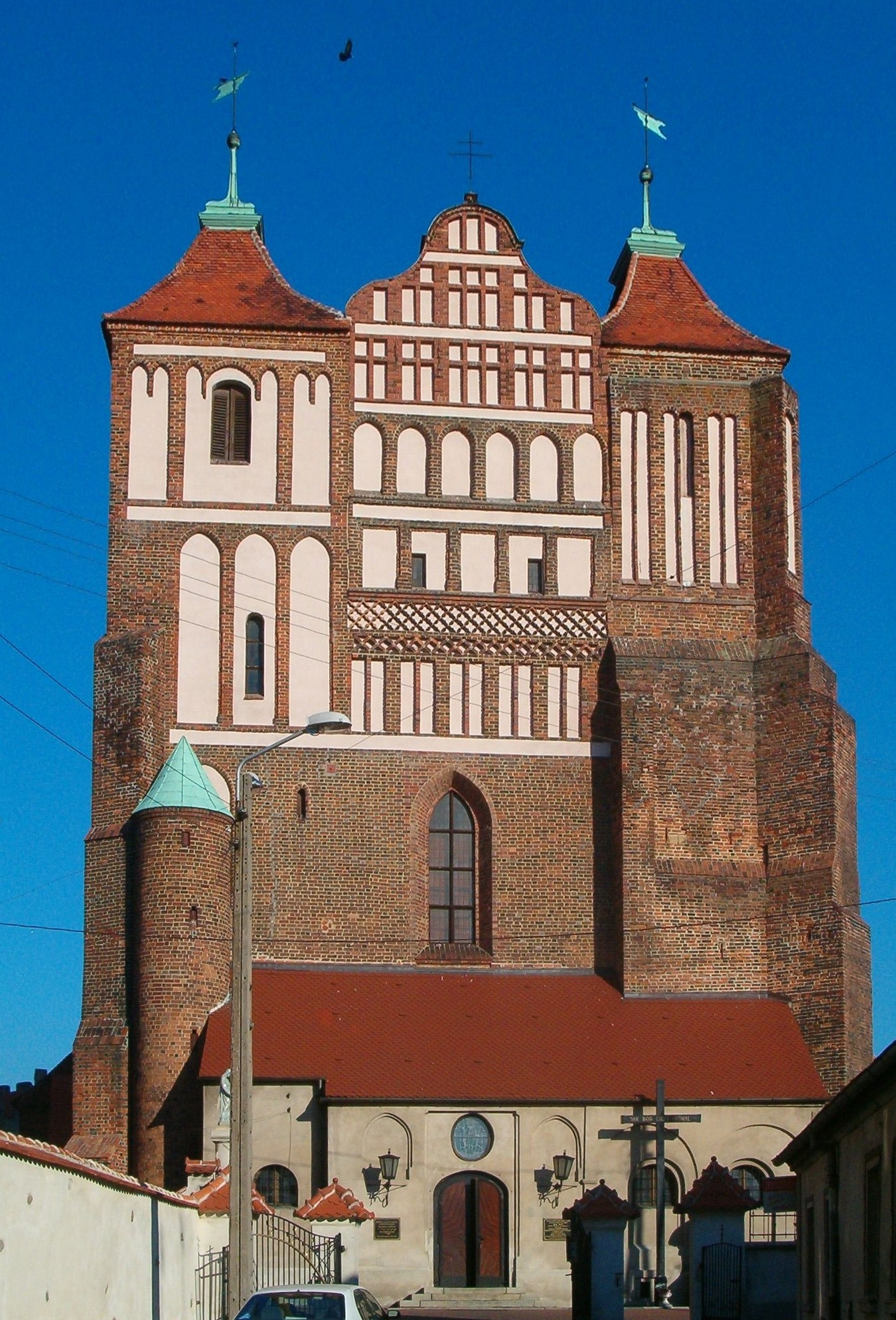
Katarinakyrkan

- Stadskyrkan (kościół p.w. Św. Katarzyny Aleksandryjskiej) är vigd åt S:a Katarina av Alexandria och uppfördes omkring år 1500. Den är stadens viktigaste landmärke. Kyrkan är en treskeppig hallkyrka i tegelgotik och innehåller vissa bevarade delar av den föregångarkyrka som brann ned 1457. De låga dubbeltornen, 31, meter, reser sig endast marginellt över taket på långhuset. Inredningen härstammar från barock- och rokokoperioden.
- Stadsmuren uppfördes på 1400-talet. 1770 påbörjades rivningen av den medeltida muren, men delar av muren bevarades och har rekonstruerats från 1960-talet och framåt. Av de fyra ursprungliga stadsportarna finns endast Głogówporten bevarad, med ett ur från 1765.
- Corpus Christi-kyrkan (kościół p.w. Bożego Ciała) är samtida med Katarinakyrkan och uppfördes i sengotisk stil på kyrkogården. I anslutning till kyrkan finns ett kalvarieberg.